# Cartea de căpătâi
Cartea de căpătâi (în japoneză, 枕草子|Makura no Sōshi}} este o carte de constatări și meditări scrisă de Sei Shonagon pe vremea când era servitoare la curtea împărătesei Fujiwara no Teishi⁠(d) între anii 990 și începutul anilor 1000 în perioada japoneză Heian. Cartea a fost terminată în anul 1002.
Lucrarea este o colecție de eseuri, anecdote, poezii și pasaje descriptive care au puțină legătură între ele, cu excepția faptului că sunt idei și fleacuri ale lui Shōnagon inspirate din momente din viața ei cotidiană. În ea a inclus liste de tot felul, gânduri personale, evenimente interesante de la curte, poezie și câteva opinii despre contemporanii ei. Deși este în mare parte o operă personală, scrisul și priceperea poetică a lui Shōnagon o fac interesantă ca operă de literatură și valoroasă ca document istoric. Shōnagon a vrut să scrie în Cartea de căpătâi doar pentru ea, dar o parte din carte a fost dezvăluită accidental Curții în timpul vieții ei: „ea a lăsat-o din greșeală [cartea ei] pe o pernă pe care a pus-o pentru un oaspete în vizită, care a citit-o cu nerăbdare în ciuda rugăminților ei.”  Ea a scris Cartea de căpătâi ]n scop recreativ; părea a fi o modalitate a ei de a-și exprima gândurile și sentimentele interioare pe care nu avea voie să le afirme public din cauza poziției sale mai joase în curte. Deși Shōnagon nu și-a propus niciodată să arate opera altora, de-a lungul secolelor a devenit o operă de literatură faimoasă. Cartea a fost tradusă pentru prima dată în engleză în 1889 de T. Purcell și WG Aston. Alte traduceri notabile în engleză au fost de Arthur Waley în 1928, Ivan Morris în 1967 și Meredith McKinney în 2006.

## Prezentare generală
Potrivit lui Meredith McKinney în articolul din Jurnalul Kyoto, (care a contribuit la traducerea cărții Cartea de căpătâi din japoneză în engleză), Cartea de căpătâi este un caz special, un amestec de fragmente scurte, în mare parte fără legătură între ele.  Scrierea lui Shōnagon este clasificată în trei părți; prima constă în narațiuni, care se concentrează în principal pe evenimentele la care ea a fost martoră și pe care le-a trăit în timpul petrecut la curte, a doua constă în propriile gânduri și opinii asupra diferitelor chestiuni și subiecte, iar a treia au fost celebrele liste, sau titluri, cu un exemplu din scrisul lui Shōnagon fiind „Lucruri care fac inima să salte de bucurie”. Cartea de căpătâi este alcătuită din 164 de astfel de liste, care variază de la articole elegante din punct de vedere estetic până la a cele mai puțin diplomatice față de anecdote. Trei tipuri de clasificare au fost propuse de Kikan Ikeda.  Cu toate acestea, există secțiuni destul de ambigue și greu de clasificat.